# Complete Best
Complete Best — второй англоязычный сборник лучших хитов канадской певицы Селин Дион, выпущенный исключительно в Японии 27 февраля 2008 года. Альбом добрался до третьего места в чарте Oricon, получил золотой статус от Японской ассоциации звукозаписывающих компаний и был продан в количестве 173 100 экземпляров в Японии в 2008 году.

## Содержание
Complete Best был выпущен за несколько дней до аншлаговых концертов Дион в Японии, проходивших в рамках мирового тура в поддержку альбома Taking Chances. В сборник вошла песня «To Love You More», которая была выпущена в октябре 1995 года и стала самым большим хитом Дион в Японии. Сингл продержался на первой строчке песенного чарта 4 недели, а продажи составили 1,5 миллиона экземпляров. Кроме того, в альбом вошли два других сингла, изданных эксклюзивно в Японии: «The Power of the Dream» и «Be the Man», а также многие другие хиты Дион.
Открывает альбом новый сингл «A World to Believe In (USA Mix)», записанный как англо-японский дуэт с Юной Ито. Песня была выпущена в январе 2008 года, и заняла восьмое место в чарте синглов Oricon, став первым появлением Дион в чарте с тех пор, как в апреле 1999 года трек «To Love You More (Dance Mixes)» попал в топ-100. Оригинальная сольная версия «A World to Believe In» на английском языке была издана в альбоме Taking Chances в 2007 году.
В октябре 2008 года на международном уровне был выпущен ещё один сборник лучших хитов под названием My Love: Essential Collection. Ввиду недавнего релиза Complete Best этот альбом не вышел в Японии, однако новые неизданные композиции из My Love: Essential Collection были включены в CD-сингл «A World to Believe In: Himiko Fantasia», выпущенный в то же время в Японии.
22 июля 2009 года альбом был переиздан в формате Blu-spec CD.

## Список композиций
| №                   | Название                                               | Автор(ы)                                                    | Продюсер(ы)                                                           | Длительность |
| ------------------- | ------------------------------------------------------ | ----------------------------------------------------------- | --------------------------------------------------------------------- | ------------ |
| 1.                  | «A World to Believe In» (дуэт с Юной Ито) (U.S.A. mix) | Тино Иццо Розанна Чичиола Натсуми Кобаяси                   | Джон Шэнкс Кендзи Тамаи                                               | 4:11         |
| 2.                  | «My Heart Will Go On»                                  | Джеймс Хорнер Уилл Дженнингс                                | Уолтер Афанасьефф Джеймс Хорнер                                       | 4:41         |
| 3.                  | «To Love You More» (radio edit)                        | Дэвид Фостер Джуниор Майлз                                  | Фостер                                                                | 4:49         |
| 4.                  | «The Power of Love» (radio edit)                       | Гюнтер Менде Кэнди Деруж Дженнифер Раш Мэри Сьюзан Эпплгейт | Фостер                                                                | 4:46         |
| 5.                  | «Beauty and the Beast» (дуэт с Пибо Брайсоном)         | Алан Менкен Ховард Эшман                                    | Афанасьефф                                                            | 4:05         |
| 6.                  | «Because You Loved Me»                                 | Дайан Уоррен                                                | Фостер                                                                | 4:35         |
| 7.                  | «It's All Coming Back to Me Now» (radio edit)          | Джим Стайнман                                               | Стайнман Стивен Ринкофф Рой Биттан                                    | 5:32         |
| 8.                  | «Be the Man (On This Night)»                           | Фостер Майлз                                                | Фостер                                                                | 4:41         |
| 9.                  | «I'm Your Angel» (дуэт с Ар Келли)                     | Келли                                                       | Келли                                                                 | 5:31         |
| 10.                 | «Where Does My Heart Beat Now»                         | Роберт Уайт Джонсон Тейлор Родс                             | Кристофер Нил                                                         | 4:35         |
| 11.                 | «The Power of the Dream»                               | Фостер Бэбифейс Линда Томпсон                               | Фостер Бэбифейс                                                       | 4:32         |
| 12.                 | «When I Fall in Love» (дуэт с Клайвом Гриффином)       | Эдвард Хейман Виктор Янг                                    | Фостер                                                                | 4:23         |
| 13.                 | «That’s the Way It Is»                                 | Кристиан Лундин Макс Мартин Андреас Карлссон                | Мартин Лундин                                                         | 4:04         |
| 14.                 | «A New Day Has Come» (radio remix)                     | Альдо Нова Стефан Моккио                                    | Рик Уэйк Афанасьефф Нова Ричи Джонс Кристиан ван Баркхолдер Марк Долд | 4:21         |
| 15.                 | «I’m Alive»                                            | Лундин Карлссон                                             | Лундин Уэйк Джонс                                                     | 3:32         |
| 16.                 | «I Drove All Night»                                    | Билли Стейнберг Том Келли                                   | Пир Асторм Вито Люпрано                                               | 4:00         |
| 17.                 | «Taking Chances»                                       | Кара Диогуарди Дэйв Стюарт                                  | Шэнкс                                                                 | 4:03         |
| Общая длительность: | Общая длительность:                                    | Общая длительность:                                         | Общая длительность:                                                   | 76:23        |

## Чарты
| Чарт (2008)              | Позиция |
| ------------------------ | ------- |
| Япония (Oricon)          | 3       |
| Япония (Billboard Japan) | 3       |

| Чарт (2008)                   | Позиция |
| ----------------------------- | ------- |
| Япония (Oricon International) | 2       |
| Япония (Billboard Japan)      | 69      |

## Сертификации и продажи
| Регион        | Сертификация | Продажи |
| ------------- | ------------ | ------- |
| Япония (RIAJ) | Золотой      | 173,100 |

## История релиза
| Регион | Дата            | Лейбл | Формат      | Каталог    |
| ------ | --------------- | ----- | ----------- | ---------- |
| Япония | 27 февраля 2008 | SMEJ  | CD          | EICP-953   |
| Япония | 22 июля 2009    | SMEJ  | Blu-spec CD | EICP-20055 |